# Niger Airlines
« La caravane aérienne du Sahel ».
Niger Airlines est la principale compagnie aérienne nigérienne. Fondée le 31 juillet 2012, ses activités
principales sont le transport de passagers, de fret, de vols charters, de vols privés et d'évacuations sanitaires. Elle a pour objectif de desservir les principaux aéroports nigériens, ainsi qu'un grand nombre de destinations africaines. Son hub principal est l'Aéroport international Diori Hamani.

## Histoire
Niger Airlines a été créée afin de combler le vide laissé par l'ancienne compagnie aérienne nationale Air Niger.
Les premiers vols régionaux de Niger Airlines devaient débuter le 4 mai 2014 avec l'inauguration de la ligne Niamey - Agadez.
Niger Airlines entend à court et moyen terme desservir les principaux aéroports de la sous région, du Maghreb, une partie de l’Europe et du moyen orient.   

### Liste des dirigeants de la compagnie
Depuis le 17 juin 2011 :
- Abdoul Aziz Larabou, Directeur général de Niger Airlines

## Destinations
Niger Airlines dessert 4 destinations au Niger. De nombreuses autres destinations seront desservies par Niger Airlines, dans la sous région.

### Niger
Tahoua

## Flotte
Niger Airlines opère un Fokker F50